# Muxagata (Fornos de Algodres)
Muxagata é uma povoação portuguesa sede da Freguesia de Muxagata do Município de Fornos de Algodres, freguesia com 9,96 km² de área e 223 habitantes (censo de 2021), tendo, por isso, uma densidade populacional de 22,4 hab./km².
As festas populares realizam-se em várias datas, contudo as mais emblemáticas são a Festa da Senhora dos Milagres e a Festa de São Miguel Arcanjo (padroeiro da Muxagata).

## História
Muxagata está situada ao fundo da Serra de Belcaíde e junto de uma ribeira com o mesmo nome. Esta freguesia dista da sede do município aproximadamente 13 quilómetros e faz fronteira com as localidades de Figueiró da Granja, Vila Chã, Sobral Pichorro (Mata), Fuinhas e com o Município de Celorico da Beira.
Esta povoação foi constituída sede de freguesia desde tempos remotos e segundo João Maria Baptista, na sua Coreografia Moderna, Vol. III, Pág. 694 também foi Couto e Vila.
Em livros antigos, pertencentes aos mais antigos habitantes desta bela aldeia do interior, pode ler-se a verdadeira origem do seu nome. Sabe-se que em 1482 se chamava “Mocegata”; em 1527 já pertencia ao concelho de Algodres com o nome de “Moxogata”, tendo então 68 moradores ou fogos; em 1600 “Muxigata”; em 1700 “Muxiguata”; em 1747 já tinha 112 fogos e 311 fregueses; e actualmente designa-se “Muxagata” com 248 habitantes, 231 edifícios (Censos 2001) e 267 eleitores inscritos, o que revela forte emigração essencialmente para a França, Suíça, Luxemburgo, Itália, Alemanha, E.U.A., etc.

## Demografia
A população registada nos censos foi:
| Distribuição da População por Grupos Etários | Distribuição da População por Grupos Etários | Distribuição da População por Grupos Etários | Distribuição da População por Grupos Etários | Distribuição da População por Grupos Etários |
| -------------------------------------------- | -------------------------------------------- | -------------------------------------------- | -------------------------------------------- | -------------------------------------------- |
| Ano                                          | 0-14 Anos                                    | 15-24 Anos                                   | 25-64 Anos                                   | > 65 Anos                                    |
| 2001                                         | 42                                           | 18                                           | 113                                          | 75                                           |
| 2011                                         | 34                                           | 21                                           | 109                                          | 77                                           |
| 2021                                         | 19                                           | 23                                           | 116                                          | 65                                           |